# زيدين
الزيدين أو الساعدين هي بلدية تقع في مقاطعة وشقة في أرغون بإسبانيا. بلغ وفقا لتعداد عام 2004 (INE) عدد سكان البلدية 1721 نسمة.